# Corușu
Corușu – wieś w Rumunii, w okręgu Kluż, w gminie Baciu. W 2011 roku liczyła 561 mieszkańców.